# Ирина Комнина Ласкарина Бранаина
Ирина Комнина Вранина Палеологина Ласкарина Кантакузина (грч. Ειρήνη Κομνηνή Βράναινα Παλαιολογίνα Λασκαρίνα Καντακουζηνή, је била византијска племкиња из XIII века - севастократориса, снаја цара Михаила VIII Палеолога.
Била је ћерка стратега Вране, као унука војсковође Теодора Вране и некадашње византијске царице Ане Капет. Око 1259/60. године удала се за Константина Палеолога, цезара и касније севастократора, који је био млађи брат цара Михаило VIII Палеолог. Родила је два сина и три ћерке:
- Михаило Комнин Врана Палеолог;
- Андроник Комнин Врана Дука Анђел Палеолог;
- Марија Комнин Врана Ласкарис Дука Торникин Палеолог;
- Теодора Палеолог Синадина;
- Смилцина Палеолог, удата за бугарског бојара, а касније и цара, Смилеца.

Пошто се њен муж замонашио, она је следила његов пример и такође примила монаштво под именом Марта. Њена ћерка Теодора се такође замонашила и основала манастир „Пресвета Богородица сигурне наде“, у чијем типику је сачувана минијатура са ликом Ирине и њеног мужа, а у образложењу Ирина се зове Комнина Вранина Палеологина, али у текст типика њена ћерка је названа Вранина Комнина Ласкарина Кантакузина Палеологина, не наводећи у каквом је сродству Ирина била са породицом Кантакузин. Теодора Синадина такође извештава да су њени родитељи умрли док је још била веома млада, па ју је морао одгајати стриц цар Михаило VIII. Типик их обележава сваке године 25. октобра, предвиђајући одржавање посебних парастоса у ту сврху са посебним осветљењем и украшавањем цркве, као и поделу додатака за монахиње и храну за сиромашне на вратима храма. манастира.